# Yancy Butler
Yancy Victoria Butler (Greenwich Village, 2 luglio 1970) è un'attrice statunitense.
È la figlia di Joe Butler, musicista del gruppo rock degli  anni sessanta The Lovin' Spoonful.

## Biografia
Yancy Butler nasce a Greenwich Village, New York, il 2 luglio 1970. È figlia di Leslie Vega, manager di una compagnia teatrale, e Joe Butler, il batterista del gruppo rock anni sessanta The Lovin' Spoonful. Fa la sua prima apparizione da bambina in un piccolo ruolo in Fast Money nel 1979, ma il primo ruolo importante di Butler è stato nella serie televisiva Mann & Machine nel 1992 in cui interpretava un agente di polizia androide che lavorava in compagnia di un detective umano.
La serie era ambientata a Los Angeles nel prossimo futuro e fu co-creata da Dick Wolf, famoso per Law & Order. Un anno dopo fu la protagonista di una seconda serie, South Beach. Inoltre per Dick Wolf recitò nella parte di un'artista del furto che fa un patto con il governo federale: in cambio della cancellazione dei suoi crimini svolge dei compiti per loro. Furono prodotti sette episodi di questa serie, ma solamente sei furono diffusi.
Ritorna sui grandi schermi negli anni Novanta, tra i suoi ruoli uno da protagonista in Senza tregua nel 1993 con Jean-Claude Van Damme e diretto da John Woo. Viene lanciata con la serie televisiva Brooklyn South interpretando una poliziotta di Brooklyn. Il vero successo lo raggiunge con la serie televisiva di culto Witchblade, adattamento del fumetto omonimo, in cui interpreta l'eroina protagonista. Ritornerà a interpretare il ruolo di un personaggio tratto da un fumetto nel 2010 con Kick-Ass.

## Vita privata
Quattordici mesi dopo la cancellazione della serie Witchblade la Butler fu arrestata con l'accusa di ubriachezza molesta. Le fu ordinato di iniziare la riabilitazione alla Renaissance Institute a Boca Raton nel Sud della Florida. Il 2 febbraio 2007 il primo fidanzato della Butler fu accusato a Litchfield in Connecticut sulle spese derivanti da una denuncia stalking presentata dalla attrice.
Il 13 marzo 2007  a Sharon in Connecticut alla Butler fu addebitata la guida in stato di ebbrezza in quanto perse il controllo della propria auto uscendo di corsia e andando a sbattere con una Saab 900 contro il guard rail.  L'attrice fu rilasciata su pagamento di una cauzione di $500 e con l'ordine di comparizione davanti alla Corte Superiore di Bantam il 26 marzo 2007. Il 28 marzo il giudice Richard Marano della Bantam Superior Court ordinò che la Butler fosse nuovamente arrestata in quanto per due volte consecutive e nelle date programmate non era comparsa davanti alla corte. Il giudice ordinò che il provvedimento non dovesse essere eseguito fino al 2 aprile per dare alla Butler modo di spiegare perché non si fosse presentata davanti alla Corte.

## Filmografia

### Cinema
- Savage Weekend, regia di David Paulsen (1979)
- The Hit List, regia di William Webb (1993)
- Senza tregua (Hard Target), regia di John Woo (1993)
- Omicidio nel vuoto (Drop Zone), regia di John Badham (1994)
- Let It Be Me, regia di Eleanor Bergstein (1995)
- In fuga col malloppo (Fast Money), regia di Alex Wright (1996)
- The Ex, regia di Mark L. Lester (1996)
- Ravager, regia di James D. Deck (1997)
- Annie's Garden, regia di Anthony Barnao (1997)
- The Treat, regia di Jonathan Gems (1998)
- Testimone pericolosa (The Witness Files), regia di Douglas Jackson (1999)
- Effetto virus (Doomsday Man), regia di William R. Greenblatt (2000)
- The Last Letter, regia di Russell Gannon (2004)
- Striking Range, regia di Daniel Millican (2006)
- Vote and Die: Liszt for President, regia di Mark Mitchell (2008)
- Kick-Ass, regia di Matthew Vaughn (2010)
- Shark Week, regia di Christopher Ray (2012)
- Hansel e Gretel e la strega della foresta nera (Hansel & Gretel Get Baked), regia di Duane Journey (2013)
- Kick-Ass 2, regia di Jeff Wadlow (2013)
- Zero Tolerance, regia di Joseph Forsberg (2017)
- Death Race 2050, regia di G.J. Echternkamp (2017)
- Chasing the Star, regia di Bret Miller (2017)
- The Assassin's Code, regia di David A. Armstrong (2018)
- American Criminal, regia di Dylan Bank (2019)
- Emerald Run, regia di Eric Etebari (2020)
- Initiation, regia di John Berardo (2020)
- Boogey-Man, regia di James L. Bills (2021)
- Last Call in the Dog House, regia di Bruce Reisman (2021)

### Televisione
- Law & Order - I due volti della giustizia (Law & Order) – serie TV, episodio 2x06 (1991)
- Grapevine – serie TV, episodio 1x04 (1992)
- Mann & Machine – serie TV, 9 episodi (1992)
- Miami Beach (South Beach) – serie TV, 7 episodi (1993)
- NYPD - New York Police Department (NYPD Blue) – serie TV, episodio 4x18 (1997)
- Perversions of Science – serie TV, episodio 1x05 (1997)
- Brooklyn South – serie TV, 21 episodi (1997-1998)
- Squadra emergenza (Third Watch) – serie TV, episodi 1x14-1x15 (2000)
- Disneyland – serie TV, episodio 4x02 (2000)
- Thin Air, regia di Robert Mandel – film TV (2000)
- Witchblade, regia di Ralph Hemecker – film TV (2000)
- Witchblade – serie TV, 23 episodi (2001-2002)
- The Lyon's Den – serie TV, episodio 1x06 (2003)
- Double Cross, regia di George Erschbamer – film TV (2006)
- Basilisk: The Serpent King, regia di Stephen Furst – film TV (2006)
- Così gira il mondo (As the World Turns) – serie TV, 11 episodi (2007)
- Wolvesbayne, regia di Griff Furst – film TV (2009)
- Lake Placid 3 - Calma apparente (Lake Placid 3), regia di Griff Furst – film TV (2010)
- The Mentalist – serie TV, episodio 3x14 (2011)
- Rage of the Yeti, regia di David Hewlett – film TV (2011)
- Lake Placid 4 - Capitolo finale (Lake Placid: The Final Chapter), regia di Don Michael Paul – film TV (2012)
- Lake Placid vs. Anaconda, regia di A.B. Stone – film TV (2015)
- Un'ex pericolosa - Boyfriend Killer (Boyfriend Killer), regia di Alyn Darnay – film TV (2017)
- Sotto stretta sorveglianza (Target: My Daughter), regia di David DeCoteau – film TV (2017)

## Doppiatrici italiane
Nelle versioni in italiano delle opere in cui ha recitato, Yancy Butler è stata doppiata da:
- Antonella Alessandro in Kick Ass, Kick Ass 2
- Ida Sansone in Senza tregua
- Sabine Cerullo in Striking Range
- Patrizia Salmoiraghi in Basilisk - The Serpent KIng
- Alessandra Cassioli in Omicidio nel vuoto
- Cristiana Lionello in Witchblade
- Claudia Razzi in The Mentalist
- Michela Alborghetti in Sotto stretta sorveglianza